# Frescati hage

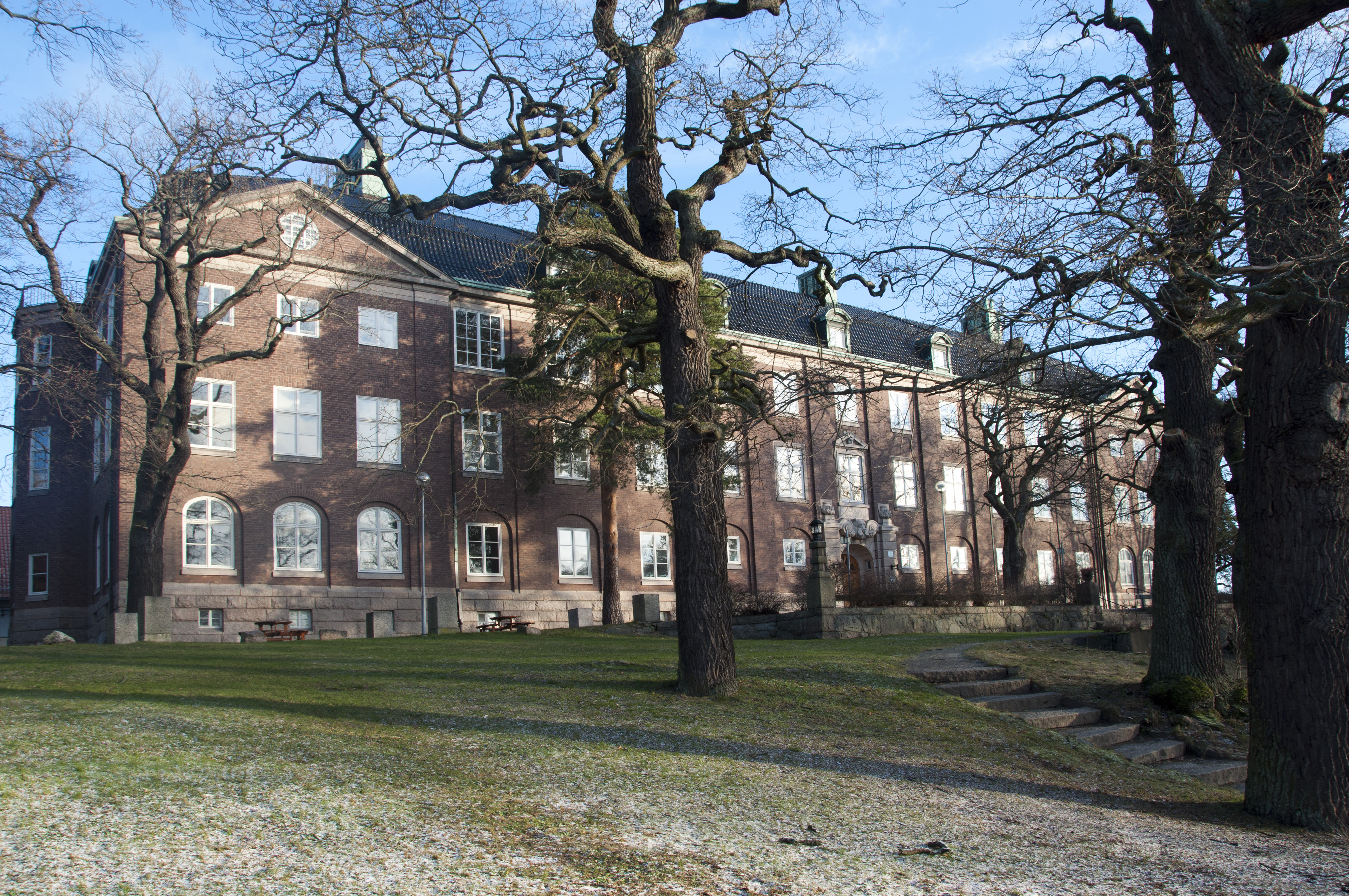
Före detta Skogshögskolans byggnad.

Frescati hage är ett område utmed Brunnsviken i närheten av Frescati på Norra Djurgården i Stockholm. I området finns flera byggnadsminnesmärkta hus. Det är beläget inom Kungliga Nationalstadsparken.
Området namngavs officiellt 1982 och har tidigare hetat Norrbrunnshagen efter krogen Norra Brunn som låg i korsningen Roslagsvägen och Frescati hagväg. I området uppfördes 1897 Statens entomologiska anstalt på uppdrag av Lantbruksakademien. Verksamheten gällde entomologi för jordbrukets behov, det vill säga med inriktning på växtskydd mot skadeinsekter och anstalten låg således granne med akademiens Experimentalfältet. Byggnaderna ritades av Erik Josephson, men idag återstår bara den så kallade Trädgårdsvillan och en förrådsbyggnad vilka båda är byggnadsminnen. 
1914 beslöts att ombilda Skogsinstitutet till Skogshögskolan och verksamheten flyttades året därpå till nya institutionsbyggnader i Frescati hage. Både lokaler och styrelse var då gemensamma för Skogshögskolan och den 1902 bildade Statens skogsförsöksanstalt, senare Statens skogsforskningsinstitut. Institutions- och portvaktsbyggnaden ritades av arkitekt Charles Lindholm vid Överintendentsämbetet och följer ett tidigare skissförslag av Carl Westman. De uppfördes 1910–1917 och är idag byggnadsminnen. Lindholm hade även utformat ett ombyggnadsförslag till trädgårdsvillan 1913.
1945 tillbyggdes Skogsforskningsinstitutet enligt Gunnar Forszéns och Artur von Schmalensees förslag. Cyrillus Johansson ritade elevhemmet som uppfördes 1948–1951 och är byggnadsminne, och Gunnar Forszén stod bakom biblioteket och byggnaden med elevrum från 1952–1955.
1977 upphörde Lantbruks-, Veterinär- och Skogshögskolorna och bildade Sveriges Lantbruksuniversitet. Skogshögskolans verksamhet utlokaliserades då till Umeå och Garpenberg. Lokalerna övertogs 1982 av Psykologiska institutionen vid Stockholms universitet. 1996 påbörjades en ombyggnad av Fytotronen, en fytotronbyggnad, på Frescati hagväg 9, vilken sedan 1998 går under namnet Gösta Ekmans laboratorium för sensorisk forskning. Här finns
specialinredda laboratorier för bullerforskning, materialemissionslaboratorium, hudsinneslaboratorium, termolaboratorium, sensoriskt analyslaboratorium,
luktlaboratorium och ett kemiskt analyslaboratorium.
Utmed Brunnsvikens strand inom Frescati hage återfinns även Brunnsvikens strandbad samt klubbhus för Akademiska roddföreningen (ritat av Folke Löfström 1935) respektive Brunnsvikens Kanotklubb.

## Bilder

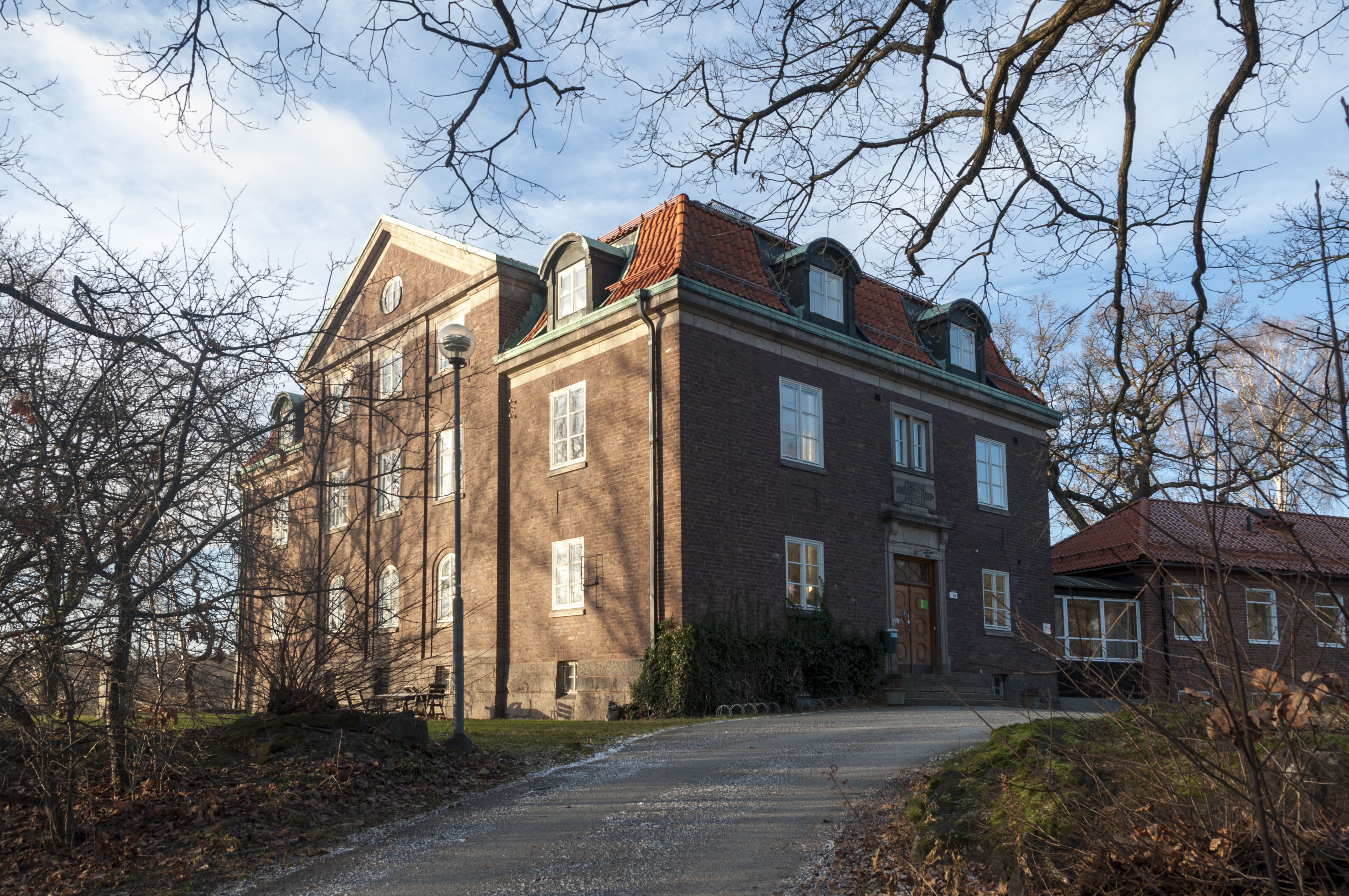
Skogsforskningsinstitutets laboratorium.
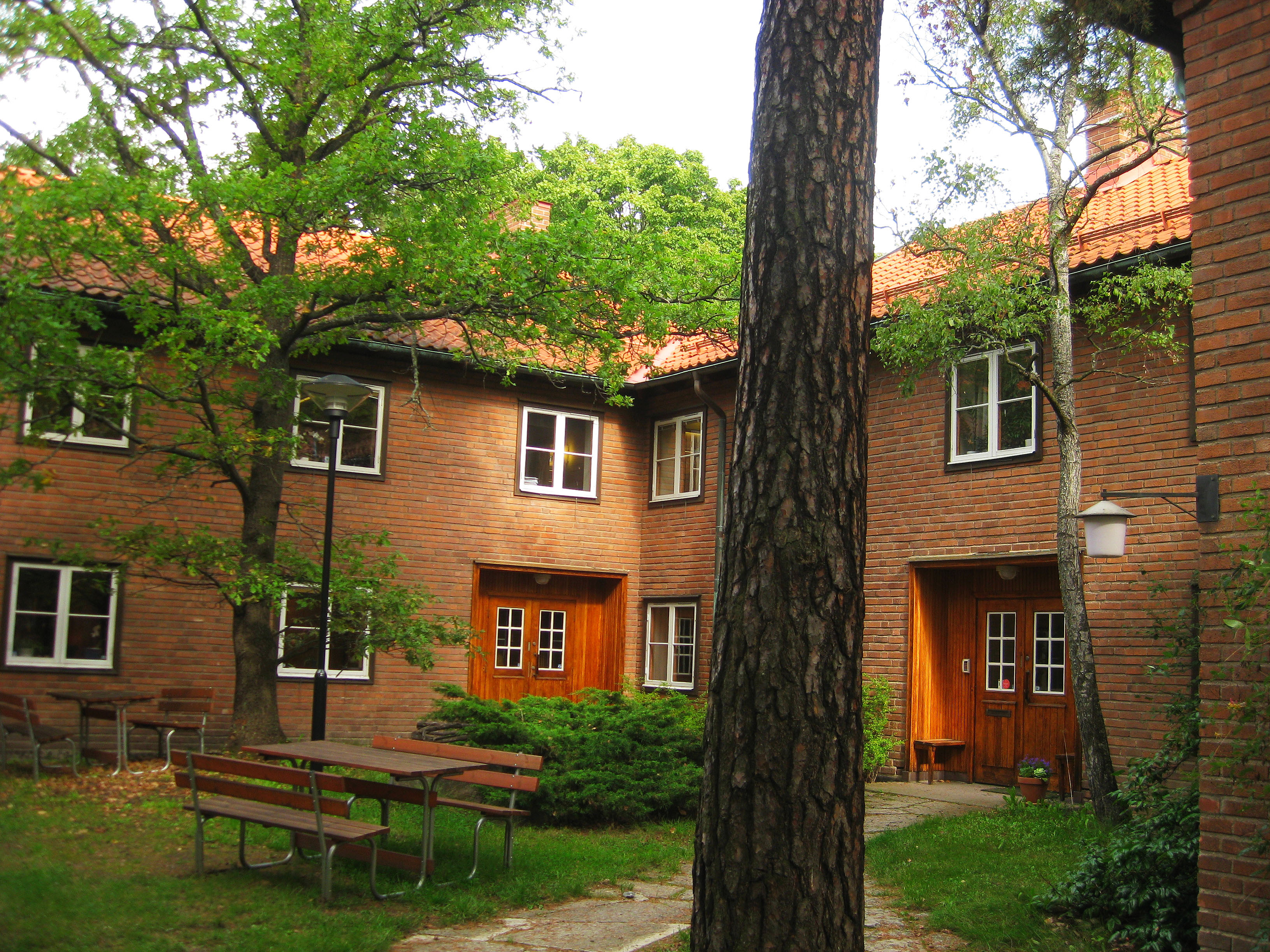
Elevhemmet ritat av Cyrillus Johansson.
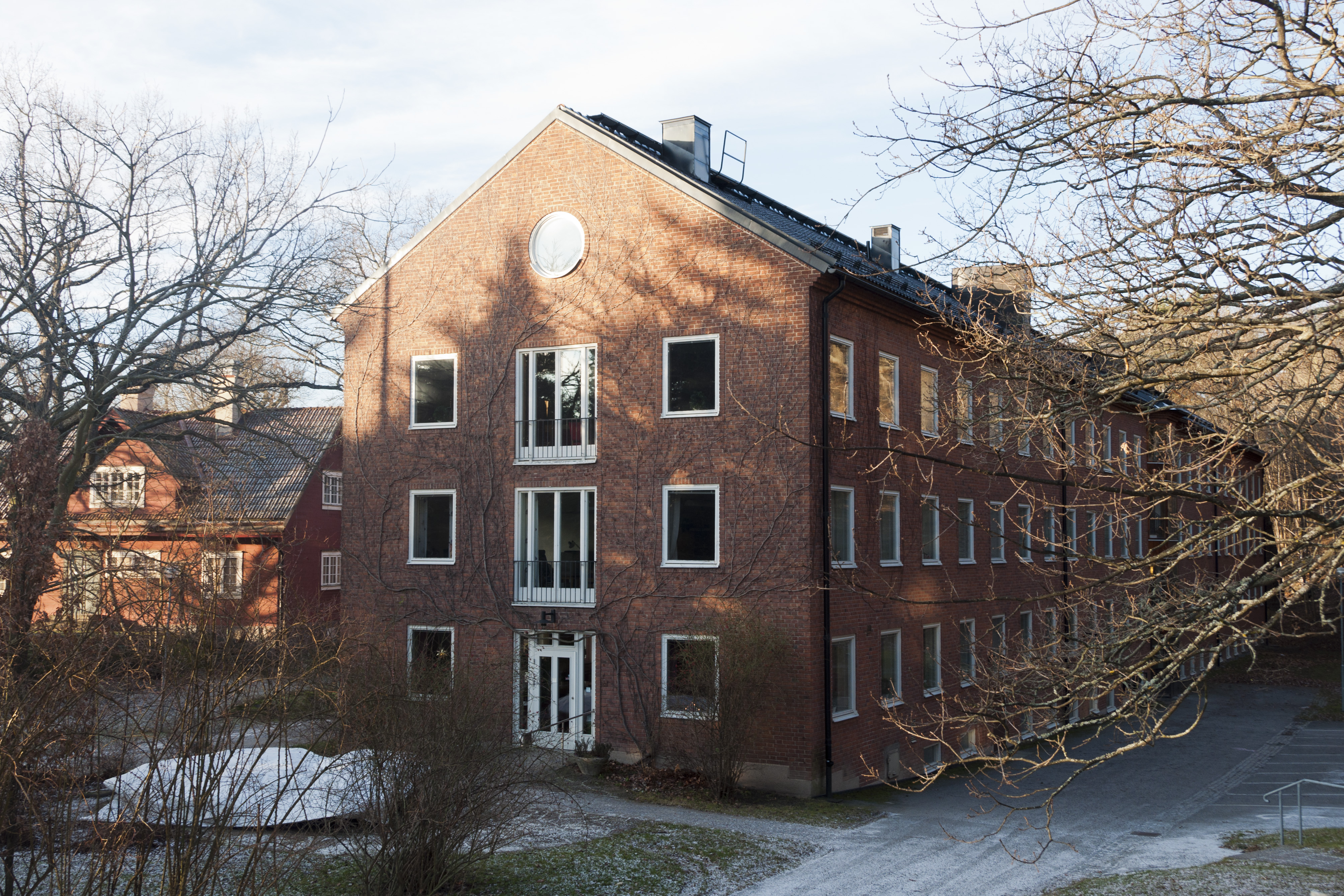
Elevrum. I bakgrunden skymtar Trädgårdsvillan.
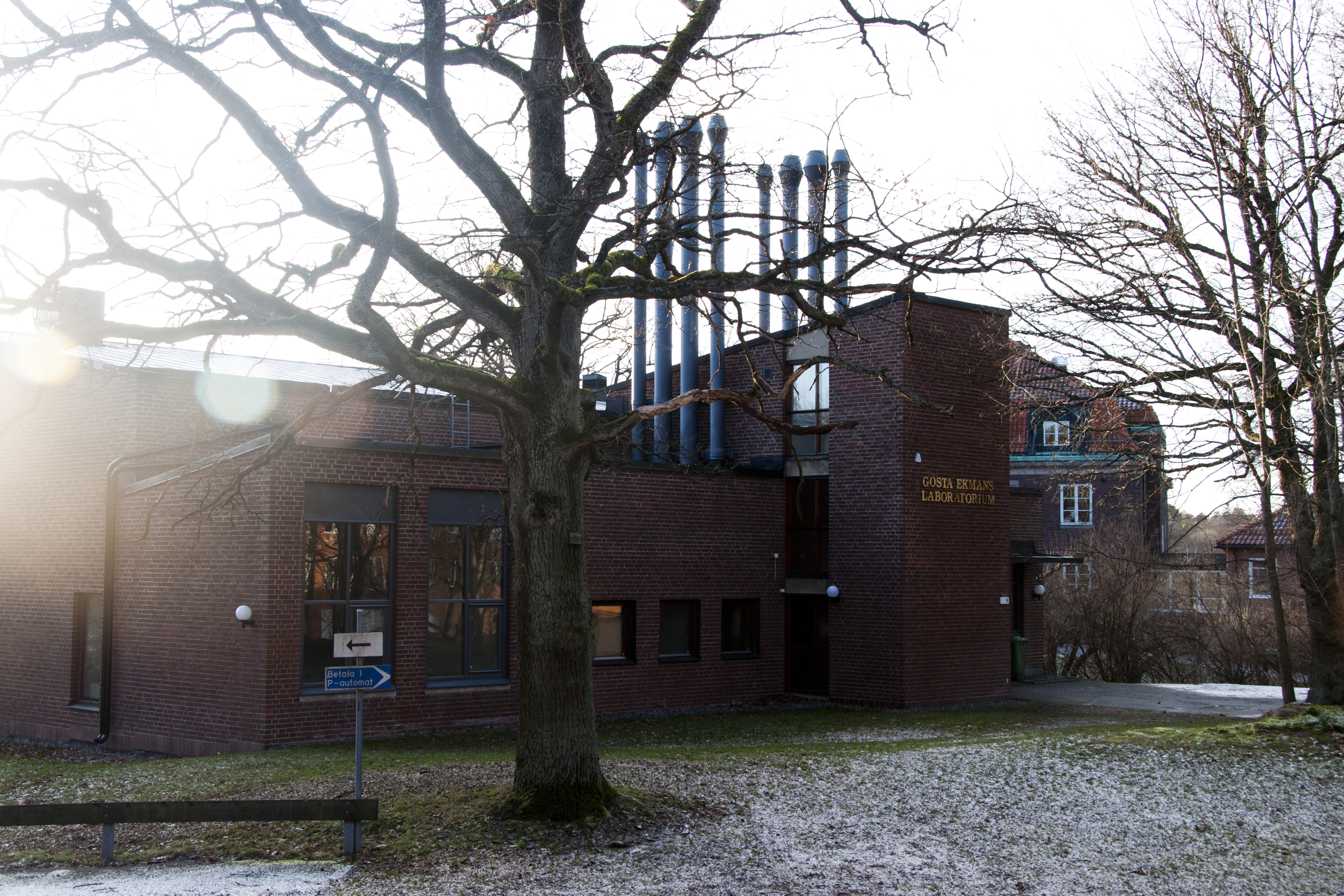
Gösta Ekmans laboratorium för sensorisk forskning.